# ルイス・マッコーリン

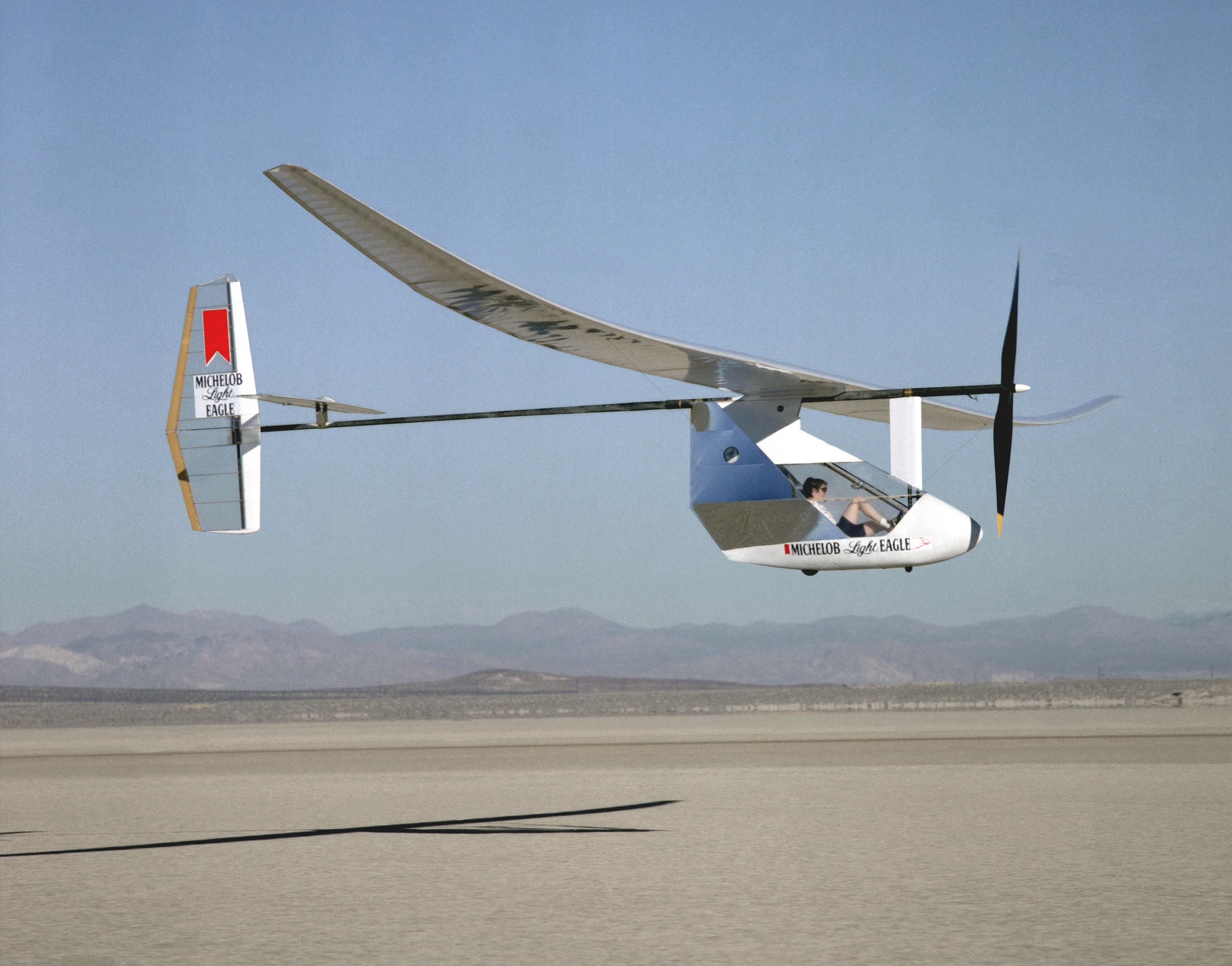
ライトイーグル

ルイス・マッコーリン（Lois McCallin、1958年 - ）は人力飛行の記録の女性の部門の記録保持者。
1987年1月21日、トライアスロンの選手だったマッコーリンはエドワード空軍基地で人力飛行機ライトイーグル号で飛行距離15.44 km、滞空時間 37分38秒の公認記録を達成した。この業績によりハーモン・トロフィーを受賞した。
| スタブアイコン | サブスタブ | この項目は、まだ閲覧者の調べものの参照としては役立たない、人物に関連した書きかけの項目です。この項目を加筆・訂正などしてくださる協力者を求めています（P:人物伝/PJ:人物伝）。 |